# キラーニー男爵

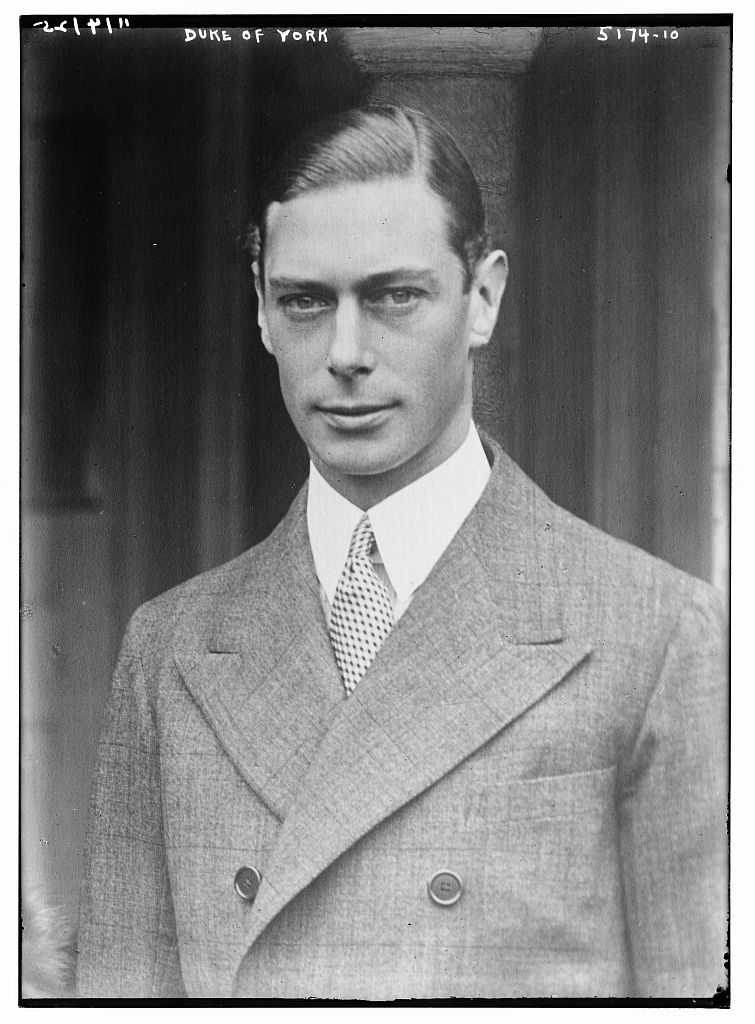
ヨーク公アルバート、1920年。

キラーニー男爵（キラーニーだんしゃく、英語: Baron Killarney）は、連合王国貴族の爵位で、2度創設された。爵位名の由来はアイルランドのケリー県キラーニー。
1度目の創設は1892年5月24日のことであり、ヴィクトリア女王はこの日に孫ジョージ5世をキラーニー男爵、インヴァネス伯爵、ヨーク公爵に叙した。1910年にジョージがジョージ5世として連合王国国王に即位すると、これらの爵位は王領に統合された。
2度目の創設は1920年5月4日のことであり、ジョージ5世はこの日に息子アルバートをキラーニー男爵、ヨーク公爵、インヴァネス伯爵に叙した。1936年にエドワード8世が退位して、アルバートがジョージ6世として連合王国国王に即位すると、これらの爵位は王領に統合された。

## キラーニー男爵（第1期、1892年）
- ヨーク公ジョージ（1865年 – 1936年）
  - 1910年、ジョージ5世として連合王国国王に即位したことに伴い、王領に統合

## キラーニー男爵（第2期、1920年）
- ヨーク公アルバート（1895年 – 1952年）
  - 1936年、ジョージ6世として連合王国国王に即位したことに伴い、王領に統合